# Göta Brass Band
Göta Brass Band är en svensk mässingsorkester i brittisk stil som grundades år 2015. Orkesterns medlemmar är utspridda över hela södra Sverige, och namnet härstammar från att de ursprungliga medlemmarna var spridda över hela Götaland. Göta Brass Band har vunnit Svenska brassbandfestivalen sju gånger och har representerat Sverige på brassbands-EM, bland annat i Montreux 2019. Orkesterns dirigent är sedan 2018 Michael Thomsen, dirigent för musikkåren i Den Kongelige Livgarde i Köpenhamn. I maj 2023 nådde Göta Brass Band plats 16 på världsrankingen. År 2023 hölls brassbands-EM för första gången i Sverige. Tävlingen ägde rum 5-6 maj i Malmö Live konserthus.